# Hans Bernd Gisevius
Hans Bernd Gisevius, född den 14 juli 1904 i Arnsberg, död den 23 februari 1974 i Müllheim, var en tysk jurist och underrättelseofficer. Vid mitten av 1930-talet anslöt han sig till motståndet mot Adolf Hitler.

## Biografi
Gisevius knöts i augusti 1933 till Berlinpolisens politiska avdelning. Inom kort anställdes han vid Gestapo men kom i delo med sin överordnade Rudolf Diels och avskedades. Gisevius fortsatte då med underrättelsearbete på preussiska inrikesministeriets avdelning för polisfrågor, men miste denna post när Heinrich Himmler tog kontroll över det tyska polisväsendet år 1936. Gisevius förflyttades till Riksinrikesministeriet. Vid denna tid anslöt sig Gisevius till det fördolda motståndet mot Adolf Hitler och började att insamla bevis om nazistiska brott. Därtill upprättade han kontakt med Hans Oster, ledande gestalt inom det militära motståndet mot Hitler.
I januari 1945 flydde Gisevius till Schweiz och upprättade kontakt med Allen Dulles, representant för OSS, föregångaren till CIA. Efter andra världskriget inkallades Gisevius som vittne vid Nürnbergprocessen. Han vittnade mot Herman Göring, Wilhelm Keitel och Ernst Kaltenbrunner, medan han avlade vittnesmål till försvar för Hjalmar Schacht och Wilhelm Frick.

### Webbkällor
- ”Hans Bernd Gisevius” (på tyska). Die Gedenkstätte Deutscher Widerstand. Arkiverad från originalet den 19 februari 2013. https://www.webcitation.org/6EYFlITKg?url=http://www.gdw-berlin.de/nc/de/vertiefung/biographien/biografie/view-bio/gisevius/. Läst 19 februari 2013.